# Задніпровський Михайло Олександрович
Задніпро́вський Миха́йло Олекса́ндрович (справжнє прізвище Буряченко) (нар. 9 січня 1924, с. Кам'янка, нині місто Черкаської області — 9 червня 1980, Київ) — український актор, народний артист УРСР.

## Життєпис
Народився 9 січня 1924 року у м. Кам’янка. Походив із козацького, гайдамацького роду.
Батьки Михайла – представники сільської інтелігенції. Батько – Олександр Єлисейович – мав вищу освіту, служив головним бухгалтером на Косарському цукровому заводі. Мати – Дарина Федорівна – дитячі і юнацькі роки провела у Вербівці, працювала у майстерні вишивальниць Наталії Давидової, відомої художниці. І Олександр Єлисейович, і Дарина Федорівна були закоханими у мистецтво, захоплювалися народною піснею, співали в хорі, грали в самодіяльному театрі, що діяв при Кам’янській «Просвіті».
Навчався майбутній актор у Кам’янській середній школі № 1, грав у шкільному театрі. У 1941 році юнак закінчив школу і відразу пішов добровольцем на фронт. Його шлях воїна проліг від Сталінграда до Праги. Був тяжко поранений.
У роки війни Михайло Олександрович брав участь в армійській художній самодіяльності. Тоді ж познайомився з артистом М. Задніпровським і на його прохання взяв його прізвище для сценічних виступів.
Коли закінчилася війна, Михайло Олександрович вступив до Київського інституту театрального мистецтва ім. Карпенка-Карого. 1950 року закінчив навчання, відтоді в Київському українському драматичному театрі імені Івана Франка.
Був членом КПРС (від 1976 року).
За тридцять років сценічної діяльності Михайло Задніпровський створив чимало глибоких і хвилюючих образів, знявшись у кількох художніх фільмах і зігравши на сцені більше ста ролей у спектаклях української та світової класики. Михайло Задніпровський грав у спектаклях «Пам’ять серця», «Загибель ескадри», «В степах України» О. Корнійчука, «Фараони» А. Коломійця, «Украдене щастя» І. Франка, «Правда і кривда» М. Стельмаха та багатьох інших.
За виконання ролі капітана Максима Максимовича в п’єсі Корнійчука «Пам’ять серця» М. Задніпровському була присуджена премія УРСР імені Т. Шевченка. Також акторові було присвоєно почесне звання – Народний артист України.
Більшу частину свого життя Михайло Задніпровський прожив у Києві, проте не забував і Кам’янку. Часто приїжджав до рідних, цікавився культурним життям міста, організовував зустрічі з земляками. 
Помер Михайло Задніпровський 19 червня 1980 року в Києві. Його давні воєнні рани так і не загоїлись остаточно і стали причиною передчасної смерті артиста. Похований на Байковому кладовищі (ділянка № 1).

## Ролі

Надгробок Михайла Задніпровського на Байковому кладовищі в Києві.

- Гнат («Назар Стодоля» Тараса Шевченка).
- Іван («Житейське море» Івана Карпенка-Карого).
- Михайло Гурман («Украдене щастя» Івана Франка).
- Наріжний («Тил» Миколи Зарудного).
- Свічкогас («Ярослав Мудрий» Івана Кочерги).
- Максим Максимович («Пам'ять серця» Олександра Корнійчука).
- Марко Безсмертний («Правда і кривда» Михайла Стельмаха).
- Свобода («Патетична соната» Миколи Куліша).
- Дон Сезар де Базан (однойменна п'єса А. Деннері та Ф. Дюмануара).
- Ністор («Каса маре» Іона Друце).

## Відзнаки
- Народний артист УРСР (1969).
- Державна премія УРСР імені Тараса Шевченка (1971) за виставу «Пам'ять серця» (разом із драматургом, режисером-постановником і ще чотирма акторами).
- Орден Жовтневої Революції, медалі.

## Сім'я
- Дружина — Юлія Ткаченко, українська актриса.
- Син — Лесь Задніпровський, український актор.

## Вшанування пам'яті
У місті Київ є вулиця Михайла Задніпровського. Також у місті Кам'янка є вулиця Задніпровського.